# Reggenza di Sidenreng Rappang
La reggenza di Sidenreng Rappang (in indonesiano: Kabupaten Sidenreng Rappang) è una reggenza dell'Indonesia, situata nella provincia di Sulawesi Meridionale.